# M/S Sigrid
M/S Sigrid är ett transportfartyg för kärnavfall. Fartyget beställdes av SKB för att ersätta M/S Sigyn. M/S Sigrid är byggt av Nederländska Damen Shipyard Group vid företagets varv i Galați i Rumänien. Fartyget levererades till SKB hösten 2013.
M/S Sigrid gick på grund, med lots ombord, på väg in till Barsebäck hamn den 8 april 2016. Bogserbåt hjälpte henne loss.
M/S Sigrid är något större än sin föregångare, M/S Sigyn, och kan därmed lasta 12 bränsle-/avfallsbehållare mot tidigare 10.